# Zhongyuan (Zhengzhou)

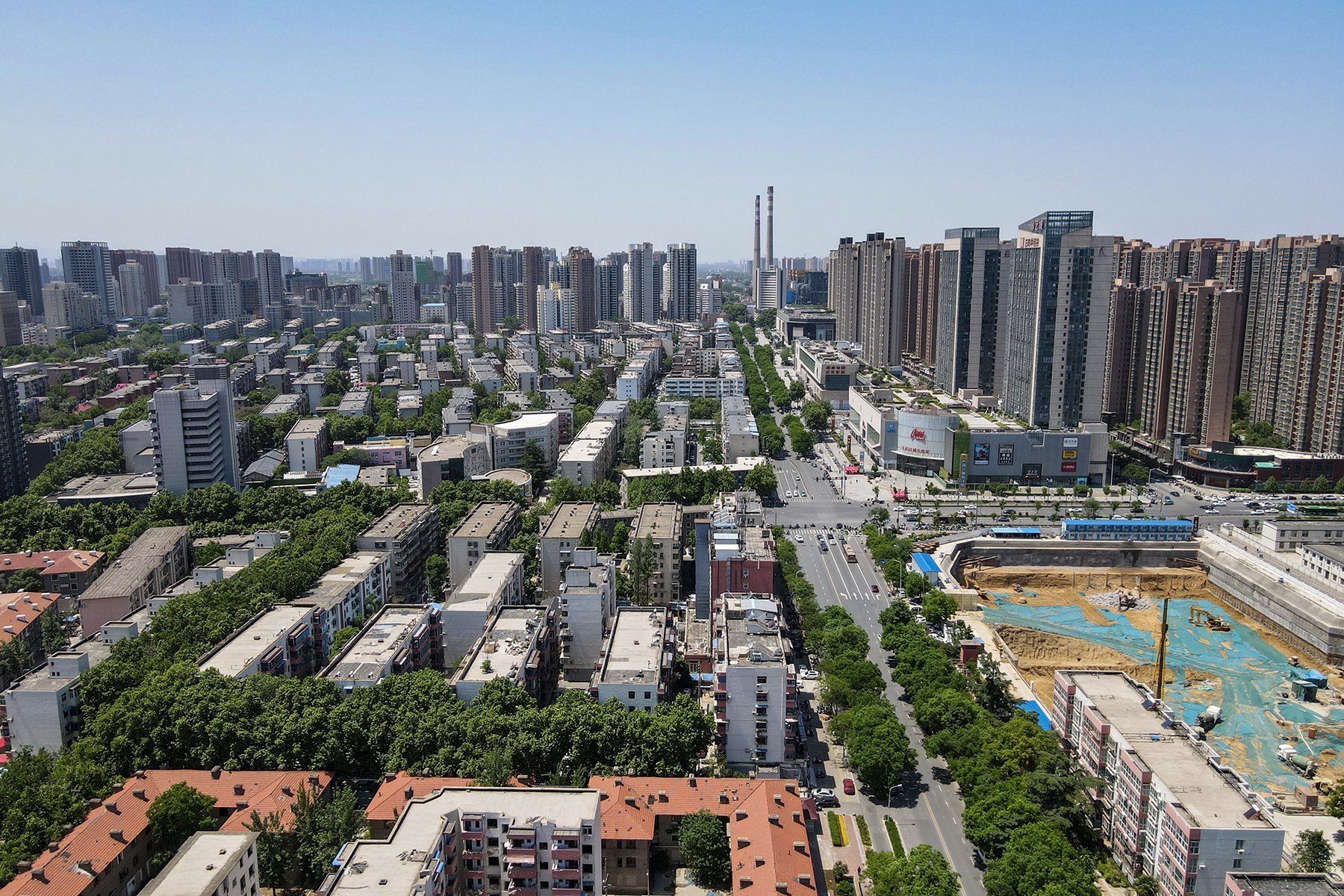
Stadtansicht in der Nähe der West Mianfang Straße

Der Stadtbezirk Zhongyuan (chinesisch 中原区, Pinyin Zhōngyuán Qū) ist ein Stadtbezirk im Verwaltungsgebiet der bezirksfreien Stadt Zhengzhou, Provinz Henan, Volksrepublik China. Er hat eine Fläche von 197,3 km² und zählt 1.080.900 Einwohner (Stand: Ende 2018). Er ist Zentrum und Sitz der Stadtregierung von Zhengzhou.

## Administrative Gliederung
Auf Gemeindeebene setzt sich der Stadtbezirk aus zwölf Straßenvierteln, einer Großgemeinde und einer Gemeinde zusammen. 
- Straßenviertel Linshanzhai (林山寨街道)
- Straßenviertel Jianshelu (建设路街道)
- Straßenviertel Ruhelu (汝河路街道)
- Straßenviertel Mianfanglu (棉纺路街道)
- Straßenviertel Lüdongcun (绿东村街道)
- Straßenviertel Qinlinglu (秦岭路街道)
- Straßenviertel Sanguanmiao (三官庙街道)
- Straßenviertel Tongbailu (桐柏路街道)
- Straßenviertel Hanghaixilu (航海西路街道)
- Straßenviertel Zhongyuanxilu (中原西路街道)
- Straßenviertel Xiliuhu (西流湖街道)
- Straßenviertel Xushui (须水街道)

- Großgemeinde Shifo (石佛镇)

- Gemeinde Gouzhao (沟赵乡)